# لا لا لا (ترانه)
«لا لا لا» تک‌آهنگی از گروه موسیقی موسیقی هیپ هاپ ال‌ام‌اف‌ای‌او است.